# Henrik Borgström
Kurt Henrik Mikael „Niki“ Borgström (* 6. August 1997 in Helsinki) ist ein finnischer Eishockeyspieler, der seit Juli 2025 bei Fribourg-Gottéron aus der Schweizer National League unter Vertrag steht. Zuvor war der Center unter anderem für die Florida Panthers, Chicago Blackhawks und Washington Capitals in der National Hockey League (NHL) aktiv.

## Karriere
Henrik Borgström durchlief in seiner Jugend die Nachwuchsabteilungen der Jokerit aus seiner Heimatstadt Helsinki. Innerhalb der Stadt wechselte er zur Saison 2013/14 zum HIFK Helsinki, für dessen U18-Team er fortan in der Jr. B SM-sarja auflief. Mit Beginn der Spielzeit 2015/16 wurde er in die U20 des Vereins aufgenommen und kam in der Nuorten SM-liiga, der höchsten Juniorenliga Finnlands, auf 55 Scorerpunkte in 40 Spielen, sodass der Mittelstürmer als eines der vielversprechendsten europäischen Talente für den anstehenden NHL Entry Draft 2016 gehandelt wurde. Im eigentlichen Draft berücksichtigten ihn dann die Florida Panthers an 23. Position, ebenso wie Salawat Julajew Ufa im KHL Junior Draft 2016 an 50. Position.
Anschließend wechselte Borgström, auch um sich frühzeitig an nordamerikanisches Eishockey zu gewöhnen, an die University of Denver und war dort fortan für die Pioneers in der National Collegiate Hockey Conference (NCHC) im Spielbetrieb der National Collegiate Athletic Association (NCAA) aktiv. In der Folge verbrachte der Finne zwei außerordentlich erfolgreiche Jahre in Denver, so gewann er mit seinem Team bereits im ersten Jahr die NCAA-Meisterschaft als bestes College-Team der gesamten Vereinigten Staaten, während er persönlich als NCHC-Rookie des Jahres ausgezeichnet und ins NCHC Second All-Star Team sowie ins NCHC All-Rookie Team gewählt wurde. Als Sophomore steigerte er seine Statistik auf 52 Punkte aus 40 Spielen, sodass er als NCHC-Spieler und -Stürmer des Jahres geehrt wurde und man ihn im NCHC First All-Star Team berücksichtigte, während er mit den Pioneers die Meisterschaft der NCHC errang. Darüber hinaus wurde der Angreifer als einer von drei Finalisten für den Hobey Baker Memorial Award nominiert, der den besten College-Spieler des Landes ehrt; diesen gewann in der Folge allerdings Adam Gaudette.
Nach dem Ende der College-Saison 2017/18 unterzeichnete Borgström im März 2018 einen Einstiegsvertrag bei den Florida Panthers und debütierte wenige Tage später in der National Hockey League (NHL). In der Spielzeit 2018/19 stand er regelmäßig bei den Panthers auf dem Eis, ehe er diesen Stammplatz zur Saison 2019/20 verlor, sodass sein Vertrag nicht verlängert wurde und er im Oktober 2020 zum HIFK Helsinki zurückkehrte. Seine NHL-Rechte, die nach wie vor bei den Panthers lagen, gaben diese im April 2021 samt Brett Connolly, Riley Stillman und einem Siebtrunden-Wahlrecht im NHL Entry Draft 2021 an die Chicago Blackhawks ab. Im Gegenzug wechselten Lucas Wallmark und Lucas Carlsson nach Florida. Die Blackhawks wiederum statteten ihn im Mai 2021 mit einem neuen Zweijahresvertrag aus, sodass er nach einem Jahr in der Heimat nach Nordamerika zurückkehrte. Bereits nach der Saison 2021/22 bezahlte ihm das Team sein verbleibendes Vertragsjahr jedoch aus (buy-out), sodass er sich im Juli 2022 als Free Agent den Washington Capitals anschloss. Mit deren Farmteam, den Hershey Bears, gewann er am Ende der Spielzeit 2022/23 die AHL-Playoffs um den Calder Cup.
Trotz des Erfolgs kehrte der Finne im Juli 2023 nach Europa zurück, wo er sich für zwei Jahre dem HV71 aus der Svenska Hockeyligan (SHL) anschloss. In beiden Jahren konnte er mit der Mannschaft den Klassenerhalt erst in den Relegationsspielen sichern. Zur Saison 2025/26 wechselte Borgström zu Fribourg-Gottéron aus der Schweizer National League.

### International
Erste internationale Erfahrungen sammelte Borgström mit der U20-Nationalmannschaft Finnlands bei der U20-Weltmeisterschaft 2017, bei der das Team allerdings in die Relegation geriet und nur den neunten Platz belegte.

## Erfolge und Auszeichnungen
| - 2017 NCAA-Division-I-Championship mit der University of Denver - 2017 NCHC-Rookie des Jahres - 2017 NCHC Second All-Star Team - 2017 NCHC All-Rookie Team - 2018 NCHC-Meisterschaft mit der University of Denver | - 2018 NCHC-Spieler und -Stürmer des Jahres - 2018 NCHC First All-Star Team - 2018 Finalist um den Hobey Baker Memorial Award - 2023 Calder-Cup-Gewinn mit den Hershey Bears |

## Karrierestatistik
Stand: Ende der Saison 2024/25

### International
Vertrat Finnland bei:
- U20-Weltmeisterschaft 2017

(Legende zur Spielerstatistik: Sp oder GP = absolvierte Spiele; T oder G = erzielte Tore; V oder A = erzielte Assists; Pkt oder Pts = erzielte Scorerpunkte; SM oder PIM = erhaltene Strafminuten; +/− = Plus/Minus-Bilanz; PP = erzielte Überzahltore; SH = erzielte Unterzahltore; GW = erzielte Siegtore; 1 Play-downs/Relegation; Kursiv: Statistik nicht vollständig)